# Kilometerstein Nr. 5 (Dirmstein)
Der Kilometerstein Nr. 5 auf der Feldgemarkung der rheinland-pfälzischen Ortsgemeinde Dirmstein ist eine Stundensäule, die im 19. Jahrhundert als Entfernungshinweis aufgestellt wurde. Der heutige Namenszusatz „5“ leitet sich offenbar von der Kilometeraufschrift her.

## Geographische Lage
Der Kilometerstein steht etwa 600 m westlich der Dirmsteiner Wohnbebauung an der Nordseite der Landesstraße 453, die über Obersülzen nach Grünstadt führt. Die Entfernung zum historischen Ortskern von Grünstadt beträgt etwa 5 km bzw. eine Fußstunde.
Der Standort befindet sich auf einer Höhe von 145 m ü. NHN am Nordosthang des Goldbergs, über dessen gut 170 m hohen Hügelkamm eine kleine Strecke südlich der L 453 die Wasserscheide zwischen dem Eckbach im Süden und seinem linken Zufluss Floßbach im Norden verläuft.

## Material und Aussehen
Der Stein besteht aus einer zylindrisch behauenen Steinsäule aus dem Buntsandstein des nahegelegenen Pfälzerwalds, die knapp 130 cm aus dem Boden ragt, etwa 45 cm stark ist und ein flaches kegelförmiges „Dach“ besitzt. Die schwarze Originalaufschrift auf weißem Grund in Frakturschrift wird regelmäßig erneuert. Die Rundumschrift informiert über die Entfernung von „1 Stunde / 5 Kilometer nach Grünstadt“. Die Art der Beschriftung setzt voraus, dass der Leser den Stein im Schritttempo passiert; bei der raschen Vorbeifahrt mit einem Kraftfahrzeug ist der Inhalt nicht vollständig zu erfassen.

## Baugeschichte
Der Kilometerstein gehört zu den geschützten Kulturdenkmälern Dirmsteins. Errichtet wurde er im 19. Jahrhundert. Das Königreich Bayern, zu dem seit 1816 auch die heutige Pfalz gehörte, stattete ab 1833 die Gegend mit derartigen Entfernungshinweisen aus. Diese wurden in der Regel im Abstand von jeweils einer Fußstunde aufgestellt. Ab 1872 versah man die Steine zusätzlich mit Kilometerangaben. Da der Kilometerstein Nr. 5 solche Informationen trägt, ist von einer Errichtung, zumindest jedoch von einer Aktualisierung in dieser Zeit auszugehen.
Im Laufe der Zeit hat sich der Kilometerstein leicht zur Straße hin geneigt. Ursache waren möglicherweise Auskofferungsarbeiten beim Straßenausbau in der zweiten Hälfte des 20. Jahrhunderts. Die Neigung des Steins wurde bei der Fotoaufnahme ausgeglichen.
Am 8. Juli 2010 zerbrach der Kilometerstein in zwei Teile, als ein landwirtschaftliches Fahrzeug beim Rangieren dagegenfuhr. Der ungefähr waagerechte Riss verlief unterhalb der Mitte, das abgebrochene Oberteil kam neben dem Stumpf flach auf dem Boden zu liegen. Der Schädiger meldete das Missgeschick unverzüglich der Polizei, die für Abbau und Reparatur sorgte. Der überarbeitete Stein wurde Anfang März 2011 wieder aufgestellt; die vormalige Bruchstelle ist als schwacher heller Streifen kaum sichtbar.